# Адольф (ландграф Гессен-Филипсталь-Бархфельда)
Адольф Гессен-Филипсталь-Бархфельдский (нем. Adolf von Hessen-Philippsthal-Barchfeld; 29 июня 1743, Ипр — 17 июля 1803, Бархфельд) — ландграф Гессен-Филипсталь-Бархфельда из Гессенского дома.

## Биография
Адольф — сын ландграфа Вильгельма Гессен-Филипсталь-Бархфельдского и Шарлотты Вильгельмины (1704—1766), дочери князя Лебрехта Ангальт-Бернбург-Хоймского. Адольф наследовал в Гессен-Филипсталь-Бархфельде своему бездетному брату Фридриху в 1777 году.
Начинал военную карьеру на службе в ландграфстве Гессен-Кассель, затем перешёл на голландскую службу полковником в 3-м Нассау-Оранском пехотном полку. В 1773 году перешёл на службу в прусскую армию и был назначен шефом 55-го фюзилёрского полка. Добился расположения короля Фридриха II и 16 января 1777 года получил звание генерал-майора. Ландграф Адольф участвовал в Войне за баварское наследство и попал в австрийский плен в 1779 году. Вышел в отставку в 1780 году и вернулся на родину в Бархфельд.

## Потомки
18 октября 1781 года в Мейнингене ландграф Адольф женился на принцессе Луизе Саксен-Мейнингенской, дочери герцога Антона Ульриха Саксен-Мейнингенского и Шарлотты Амалии Гессен-Филипстальской. У них родились:
- Фридрих (1782—1783)
- Карл (1784—1854), ландграф Гессен-Филипсталь-Бархфельда, женат на принцессе Августе Гогенлоэ-Ингельфингенской (1793—1821), затем на принцессе Софии Бентгейм-Штейнфуртской (1794—1873)
- Вильгельм (1786—1834), женат на принцессе Юлиане Датской (1788—1850)
- Георг (1787—1788)
- Эрнст (1789—1850)
- Шарлотта (1794)